# Edward Kasner
Edward Kasner, född 2 april 1878, död 7 januari 1955, var en amerikansk matematiker verksam vid Columbia University.
Kasner använde termen googol som namngavs av hans brorson Milton Sirotta (1911–1981) som en term för mycket stora tal (10100) i sin bok Mathematics and the Imagination. Möjligen fick Milton namnet från seriefiguren Tjalle Tvärvigg, Barney Google.